# Forcipomyia onustus
Forcipomyia onustus är en tvåvingeart som beskrevs av Yu och Liu 1999. Forcipomyia onustus ingår i släktet Forcipomyia och familjen svidknott. Inga underarter finns listade i Catalogue of Life.